# Dussartcyclops (Barrowcyclops) consensus
Dussartcyclops (Barrowcyclops) consensus – gatunek widłonoga z rodziny Cyclopidae. Opisał go w 2003 roku hydrobiolog Tomislav Karanovic, nadają mu nazwę Allocyclops consensus. 